# Nomada chrysopyga
Nomada chrysopyga là một loài Hymenoptera trong họ Apidae. Loài này được Morawitz mô tả khoa học năm 1871.